# Doto tuberculata
Doto tuberculata is een slakkensoort uit de familie van de kroonslakken (Dotidae). De wetenschappelijke naam van de soort werd in 1976 voor het eerst geldig gepubliceerd door Lemche.

## Beschrijving
Het lichaam van deze zeenaaktslak kan 20 mm lang worden. De grondkleur is doorschijnend met een gele tint. Er zijn typisch 5 tot 7 paar cerata bij volwassen exemplaren. De ceratale tuberkels hebben zwarte eindvlekken en er zijn vergelijkbare tuberkels op het lichaam. Deze zijn gerangschikt in dwarsrijen over de rug en zijkanten, tussen de cerata. D. tuberculata kan worden verward met de veel voorkomende zeespriet-kroonslak (D. pinnatifida), maar is kleiner en heeft geen vlekken rond de rinofoor.
Doto tuberculata voedt zich uitsluitend met de hydroïdpoliep Sertularella gayi. Deze hydroïdpoliep wordt meestal gevonden op slibrijke locaties met enige stroming, in diepten onder de kelpzone. De dieren hechten zich meestal aan de middenrib van de hydroïdpoliep en spreiden hun cerata lateraal uit wanneer ze gestoord worden, wat een goede camouflage oplevert. De vorm van de eisnoer is ongebruikelijk voor een Doto-soort, bestaande uit een lus van golvend lint, die langs een tak van de hydroïdpoliep wordt gelegd.

## Verspreiding
Deze soort wordt voornamelijk gevonden aan de westkust van de Britse eilanden.